# Confederação Nacional de Sindicatos (Suécia)

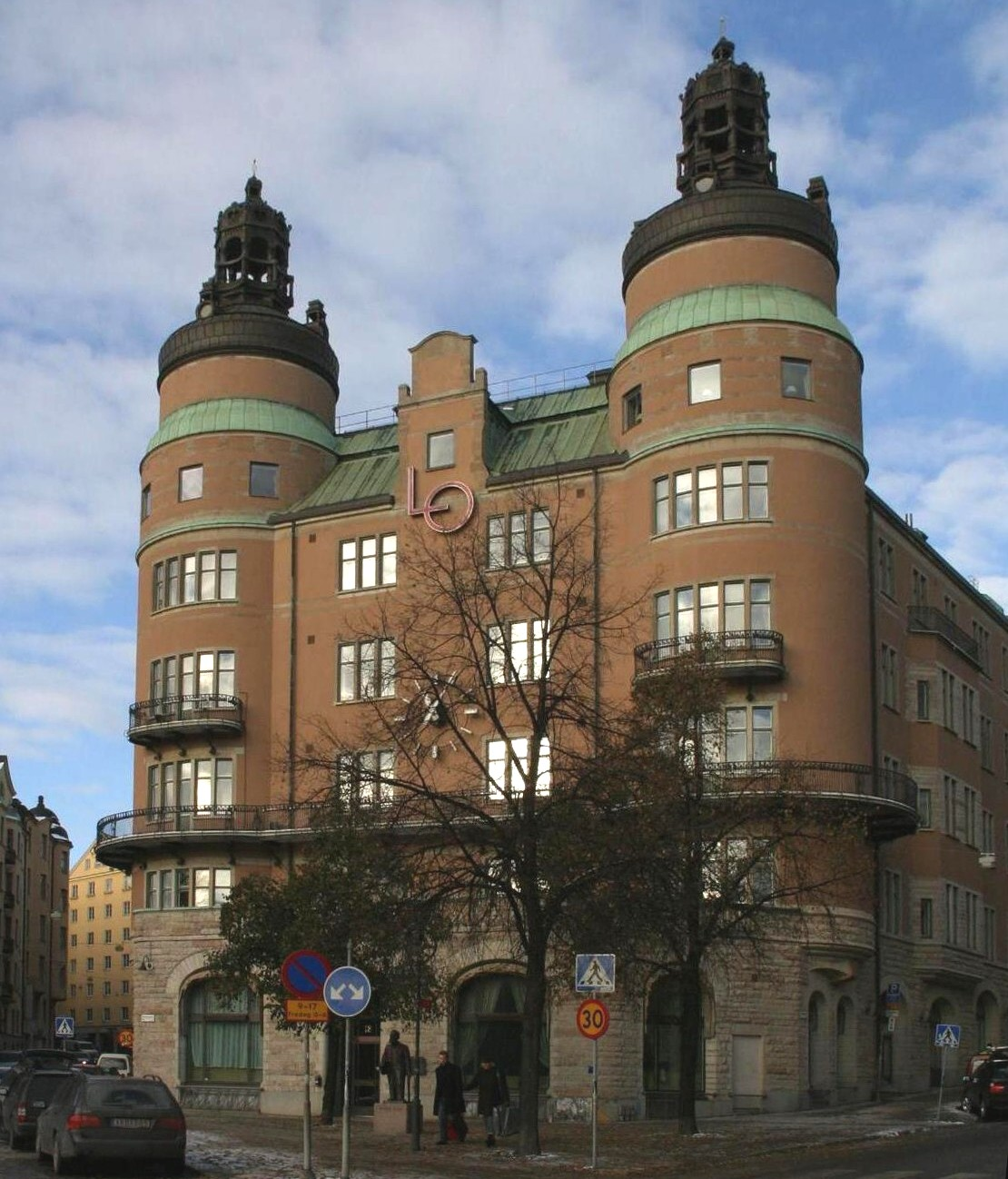
O Castelo da LO (LO-borgen) na Praça Norra Bantorget em Estocolmo

A Confederação Nacional de Sindicatos (em sueco:Landsorganisationen, com a sigla: LO) é a maior confederação sindical sueca, fundada em 1898 na cidade de Estocolmo, capital da Suécia.

A LO abrange 14 sindicatos, com cerca de 1,5 milhões de associados.

Está estreitamente associada ao Partido Social-Democrata, com o qual forma o chamado Movimento Operário Sueco  (em sueco:Arbetarrörelsen).

É membra da Confederação Sindical Internacional e da European Trade Union Confederation.

Juntamente com as confederções sindicais TCO e SACO, a LO associa cerca de 80% dos empregados do mercado laboral sueco - um número elevado a nível internacional.

## Sindicatos filiados
- Sindicato dos Funcionários Municipais	(Svenska kommunalarbetareförbundet)
- Sindicato dos Trabalhadores Zeladores de Imobiliários	(Fastighetsanställdas förbund)
- Sindicato dos Trabalhadores da Indústria Florestal e Gráfica	(GS Facket för skogs-, trä- och grafisk bransch )
- Sindicato dos Trabalhadores do Comércio	(Handelsanställdas förbund )
- Sindicato dos Trabalhadores da Indústria de Hotelaria e Restaurantes	(Hotell- och restaurangfacket )
- Sindicato dos Operários da Indústria Metalomecânica	(Industrifacket Metall )
- Sindicato dos Trabalhadores da Indústria Alimentar	(Livsmedelsarbetareförbundet)
- Sindicato Geral dos Trabalhadores de Serviços e Comunicações (SEKO )
- Sindicato dos Trabalhadores da Construção	(Svenska byggnadsarbetareförbundet)
- Sindicato dos Eletricistas	(Svenska Elektrikerförbundet )
- Sindicato dos Músicos	(Svenska musikerförbundet )
- Sindicato dos Pintores	(Svenska målareförbundet )
- Sindicato dos Trabalhadores da Indústria do Papel	(Svenska pappersindustriarbetareförbundet )
- Sindicato dos Trabalhadores dos Transportes	(Svenska Transportarbetareförbundet)

## História
A LO (Confederação Nacional de Sindicatos) foi fundada em 1898 por 21 sindicatos representando 90% dos trabalhadores sindicalizados. Inicialmente tinha um carácter defensivo, apoiando os sindicatos sujeitos a "lockout" pelo patronato e lutando pelo direito de associação dos trabalhadores.